# 羅伯特·伯奈托維斯茲
羅伯特·伯奈托維斯茲（波蘭語：Robert Bernatowicz，1967年—）是波蘭記者和UFO專家。他在1990年代時於Radio ZET工作，從1995年起主持關於超常現象的廣播節目《Nautilus Radia Zet》。2001年，他與其他人共同創立鸚鵡螺基金會，並擔任該會主席。

## 獲獎
2006年，獲波蘭商會會長頒予年度最佳經濟記者獎。

## 外部連結
- Biogram Roberta Bernatowicza （波兰語）